# ماکس گیل
ماکس گیل (انگلیسی: Max Gail؛ زادهٔ ۵ آوریل ۱۹۴۳) یک هنرپیشه اهل ایالات متحده آمریکا است.
از فیلم‌های معروف او می‌توان به بازی در مجموعه بچه‌های سوت‌زن، موفق باشید و سطح زیر کشت فراوان اشاره کرد.